# Kubrat Bulharský
Kubrat Bulharský (* 5. listopadu 1965, Madrid) je syn bývalého bulharského cara Simeona II. a jeho manželky Margarity Gómez-Acebo y Cejuela a kníže z Panagjurišče.

## Život
Narodil se 5. listopadu 1965 v Madridu jako syn bývalého bulharského cara Simeona II. a jeho manželky Margarity Gómez-Acebo y Cejuela. Po dokončení základního a středního vzdělání na Lycée Français v Madridu studoval na Navarrské univerzitě v Pamploně, kde získal licenciát Magna Cum Laude v oblasti medicíny a chirurgie.
Po studiu pracoval na klinice Puerta de Hierro v Madridu. Dále působil v St. Mark's Hospital v Londýně a Northwick Park Hospital a další.
Dne 2. července 1993 se v klášteře la Encarnación oženil s Carlou Maríí de la Soledad Royo-Villanova y Urrestarazu. Spolu mají tři děti:
- princ Mirko (nar. 26. dubna 1995)
- princ Lukás (nar. 15. července 1997)
- princ Tirso (nar. 3. června 2002)

Je kmotrem Pabla Nicoláse Urdangarín y de Borbón, syna Infantky Cristiny a Iñakiho Urdangarina.